# Ma Fleur
Ma Fleur è un album in studio del gruppo musicale britannico The Cinematic Orchestra, pubblicato nel 2007. 

## Tracce
- CD (UK)

1. To Build a Home – 6:11
2. Familiar Ground – 4:34
3. Child Song – 5:14
4. Music Box – 5:03
5. Prelude – 2:43
6. As the Stars Fall – 5:55
7. Into You – 3:02
8. Ma Fleur – 4:32
9. Breathe – 6:33
10. That Home – 1:43
11. Time & Space – 8:42